# Buffalo (Missouri)
Buffalo és una població dels Estats Units a l'estat de Missouri. Segons el cens del 2000 tenia 2.781 habitants.

## Demografia
Segons el cens del 2000, Buffalo tenia 2.781 habitants, 1.213 habitatges, i 702 famílies. La densitat de població era de 488,1 habitants per km².
Dels 1.213 habitatges en un 28,7% hi vivien nens de menys de 18 anys, en un 40,8% hi vivien parelles casades, en un 14,4% dones solteres, i en un 42,1% no eren unitats familiars. En el 37,3% dels habitatges hi vivien persones soles el 21,3% de les quals corresponia a persones de 65 anys o més que vivien soles. El nombre mitjà de persones vivint en cada habitatge era de 2,2 i el nombre mitjà de persones que vivien en cada família era de 2,89.
Per edats la població es repartia de la següent manera: un 24,9% tenia menys de 18 anys, un 9,5% entre 18 i 24, un 26% entre 25 i 44, un 18,2% de 45 a 60 i un 21,4% 65 anys o més.
L'edat mediana era de 37 anys. Per cada 100 dones de 18 o més anys hi havia 76,6 homes.
La renda mediana per habitatge era de 19.632 $ i la renda mediana per família de 26.179 $. Els homes tenien una renda mediana de 24.306 $ mentre que les dones 16.397 $. La renda per capita de la població era d'11.942 $. Entorn del 25,9% de les famílies i el 28,9% de la població estaven per davall del llindar de pobresa.

## Poblacions properes
El següent diagrama mostra les poblacions més properes.